# Lasionycta silacea
Lasionycta silacea là một loài bướm đêm thuộc họ Noctuidae. It occurs từ British Columbia Coast Range và the Washington Cascades to extreme tây nam Alberta.
It is found near the treeline và is nocturnal.
Sải cánh dài 32–37 mm đối với con đực và 36–38 mm đối với con cái. Con trưởng thành bay từ đầu tháng 7 qua tháng 8.